# Магдебурзька діоцезія
Магдебурзька діоцезія (лат. Dioecesis Magdeburgensis, нім. Bistum Magdeburg, Erzstift Magdeburg) — діоцезія Римо-католицької церкви у складі митрополії Падерборна в Німеччині. Наступниця історичного Магдебурзького архієпископства (968—1648). Очолюється єпископами Магдебурзькими. Катедра розташована в місті Магдебург в соборі Святого Себастьяна. До юрисдикції входять 186 парафій у землях Бранденбург, Саксонія та Саксонія-Ангальт. Всі парафії об'єднано в 10 деканатів. Клір — 256 священиків (231 священик і 25 ченців), 31 диякон, 39 ченців, 228 черниць. Голова —  єпископ Герхард Файге. Почесний єпископ — Леопольд Новак.  

## Історія
23 липня 1973 року була основана апостольська адміністратура Магдебурга, на території взятої у єпархії Падерборна. То була частина єпархії, що розташовувалась в НДР.
27 червня 1994 року апостольська адміністрація була зведена в ранг єпархії буллою Cum gaudio et spe папи Івана Павла II.

## Єпископи
- - Кафедра ліквідована (1648–1973);
- Ганс Георг (Йоганнес) Браун (23.07.1973 — 12.02.1990);
- Леопольд Новак (12.02.1990 — 17.03.2004);
- Герхард Файге (з 23 лютого 2005 — дотепер).

## Статистика
На кінець 2004 року з 2 723 000 чоловік, які проживають на території діоцезії, католиками були 120 000 чоловік, що становить 4,4% від загальної кількості населення діоцезії.

## Галерея

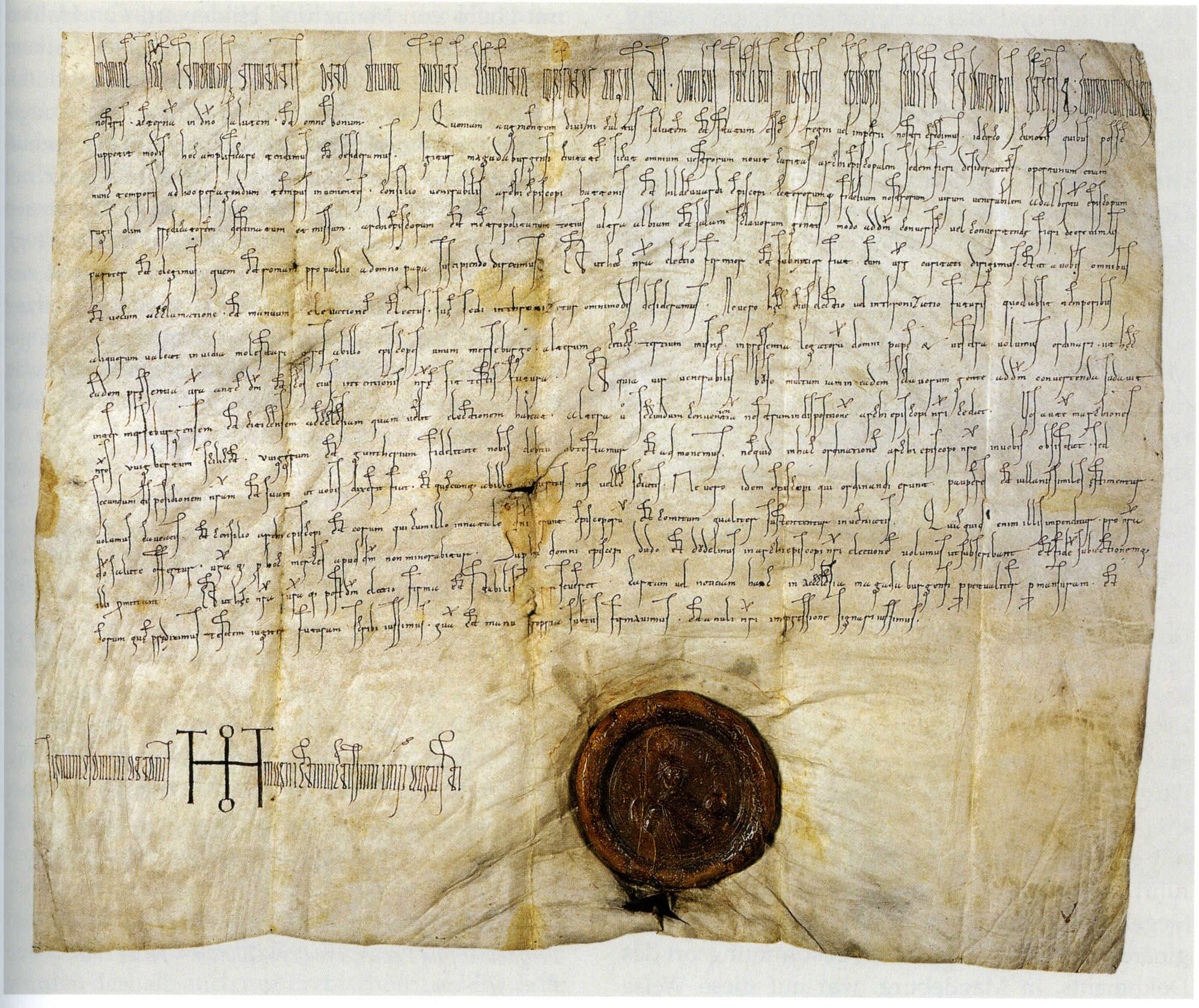
Документ проголошення 968 року створення архієпископства Магдебург на чолі з Адальбертом
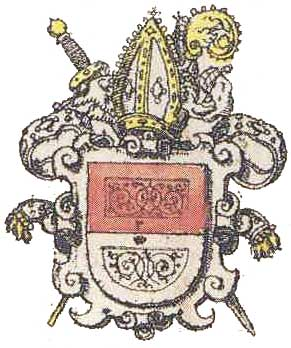
Герб архієпископства Магдебурга 1605 року з Гербовника Зібмахера
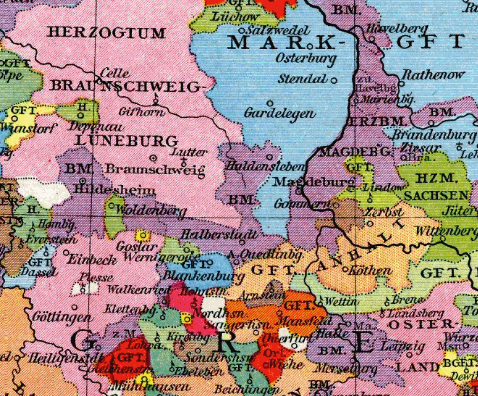
Магдебурзьке архієпископство на карті 1250 р.
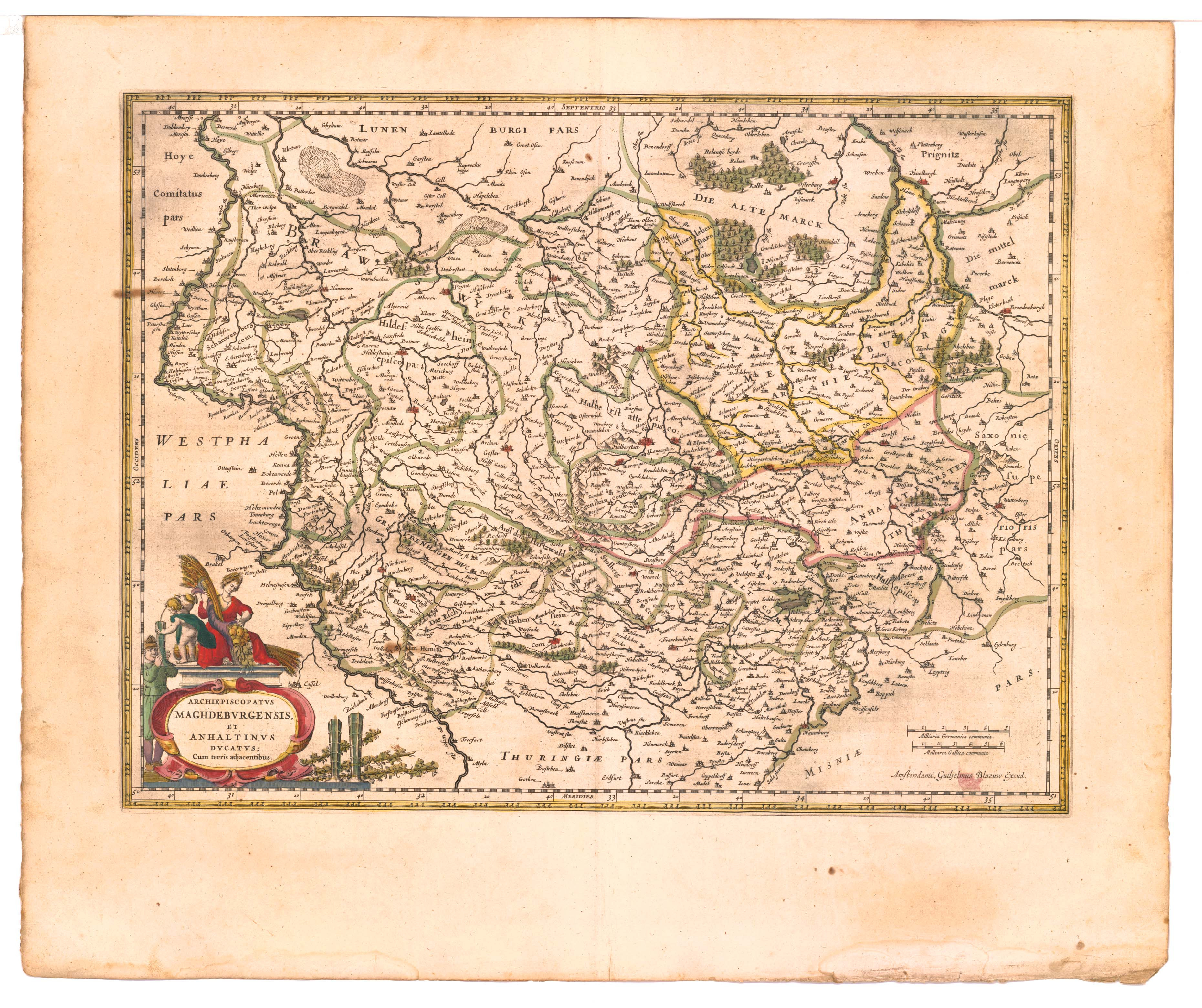
Магдебурзьке архієпископство на карті 1645 р.
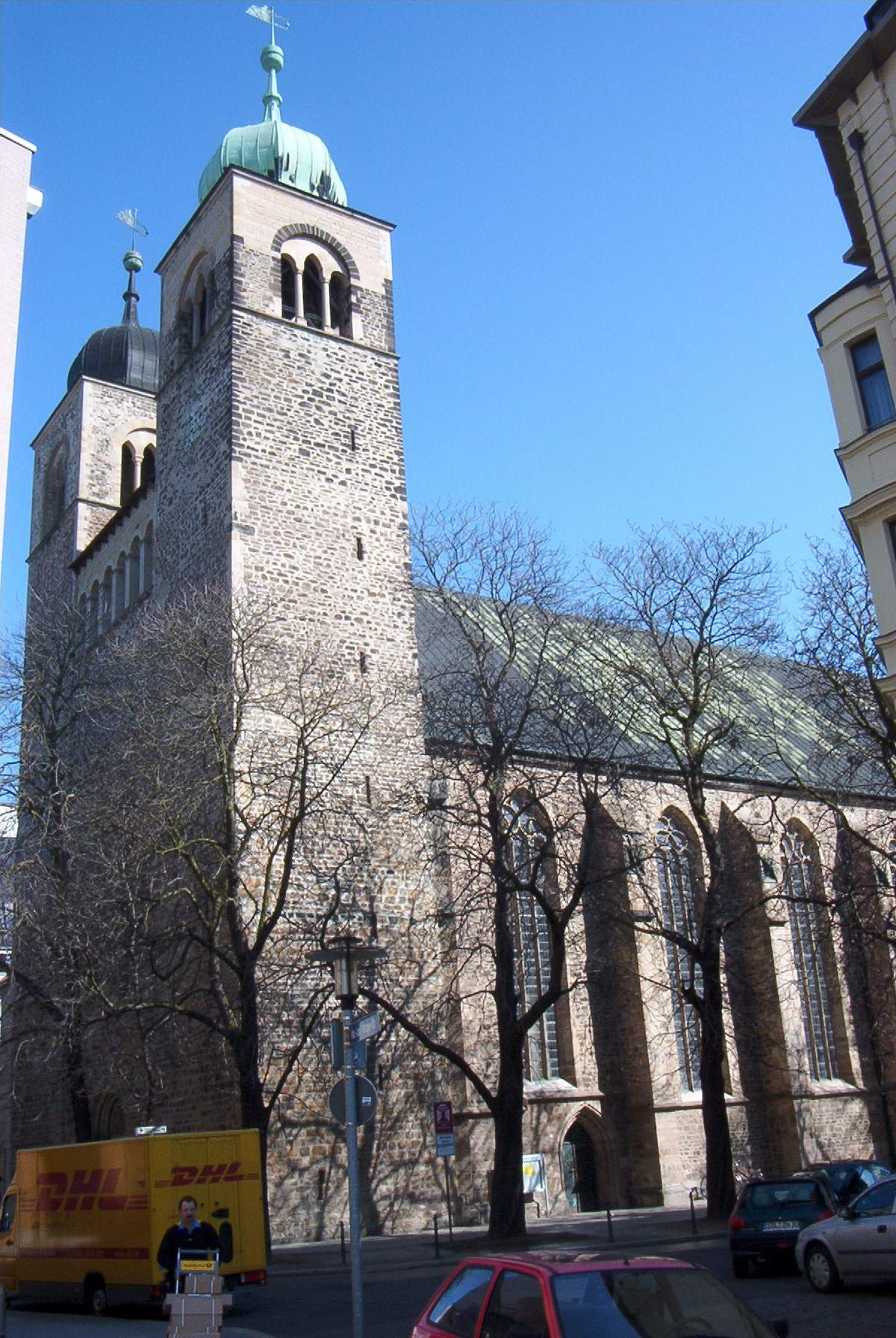
Собор Святого Себастьяна, Магдебург